# Бесконтактно плаћање
Системи за бесконтактно плаћање су кредитне и дебитне картице, привесци за кључеве, паметне картице или други уређаји, укључујући паметне телефоне и друге мобилне уређаје који користе радио-фреквентну идентификацију (RFID) или комуникацију блиског поља (NFC) за безбедно плаћање. Уграђени чип интегрисаног кола и антена омогућавају потрошачима да пређу картицом, привеском или ручним уређајем преко читача на терминалу за продају на продајном месту.
Бесконтактна плаћања се обављају у непосредној физичкој близини, за разлику од других врста мобилних плаћања која користе мреже широког подручја или WiFi мреже и не захтевају непосредну физичку близину.
EMV је уобичајен стандард који користе велике компаније за кредитне картице и паметне телефоне, за употребу у општој трговини. Бесконтактне паметне карице које функционишу као картице сачуване вредности, постају популарне за коришћење као карте за систем превоза, попут Oyster картице или RioCard. Оне често могу да сачувају невалутну вредност (као што су месечне карте), поред вредности карте купљене готовином или електронским плаћањем.
Токенизација је новији концeпт капсулирања података о издаваоцима картице у апликацији за хардверски уређај, као што је апликација Apple Pay на iPhone уређајима. Неки добављачи тврде да трансакције могу бити скоро двоструко брже од куповине конвенционалном готовином, кредитном или дебитном картицом.
Пошто није потребан потпис или верификација ПИН-ом, бесконтактне куповине су обично ограничене на мале вредности. Недостатак аутентификације пружа прозор преко којег се могу извршити лажне куповине, док власник картице није свестан губитка картице.
Велике финансијске институције и мултинационалне корпорације сада нуде бесконтактне системе плаћања потрошачима. Бесконтактне кредитне картице постале распрострањене у САД, Великој Британији, Јапану, Немачкој, Канади, Аустралији, Француској, Холандији итд, а потрошачи ће вероватно трошити више новца користећи њихове картице због лакоће малих трансакција.
Повећањем броја доступних бесконтактних картица, као и подизањем ограничења потрошње, повећала се примена бесконтактног плаћања. У земљама као што је Велика Британија, куповине обављене картицом сада надмашују оне извршене готовином, и чине отприлике једну трећину укупних трансакција картицама.
Бесконтактна плаћања су специфично постала све популарнија, чинећи 4 од 5 куповина на продајном месту у Аустралији од 2019. године. Издавачи картица указују да ће повећати доступност бесконтактних картица потрошачима. Од октобра 2021. године постоји преко 142 милиона доступних бесконтактних картица и преко 147.000 терминала који се користе само у Великој Британији, док VISA процењује да ће у САД бити издато 300 милиона бесконтактних картица до краја 2020. године, више од предвиђених 100 милиона на крају 2019. године.

## Историја

### 1990—2000
Mobil је био један од најистакнутијих који је међу првима усвојио сличну технологију и понудио је свој „Speedpass“ систем бесконтактног плаћања за Mobil бензинске пумпе. Иако се Mobil од тада спојио са Exxon-ом, услуга се и даље нудила на многим ExxonMobil пумпама.
Freedompay је такође имао ране победе у бесконтактном простору са Bank of America и McDonald's.
2002. године Philips се удружио са Sony-јем како би разрадио NFC стандард. Затим се Philips Semiconductors пријавио за шест основних патената NFC-а, које су изумели аустријски и француски инжењери Franz Amtmann и Philippe Maugars, и 2015. године добили европску награду за проналазача.
У јулу 2004. године, Sony, који је имплементирао бесконтактну RFID паметну картицу FeliCa у Јапану, представио је систем Осаифу-Кеитаи („телефон новчаник“) развијен са оператером мобилних телефона NTT DoCoMo на више FeliCa система као што је Edy и, 28. јануара 2006. године на Mobile Suica, коришћеном првенствено на железничким мрежама у власништву JR East.
У октобру 2005. године, у Француској у Кану, у трајању од 6 месеци, бесконтактно плаћање је први пут експериментисано са Samsung NFC паметним телефоном компаније Orange у сарадњи са Philips Semiconductors у Cofinoga продавницама (Galeries Lafayette, Monoprix) и на Vinci паркинзима. По први пут, захваљујући „Fly Tag“, систем је омогућио примање и аудио-визуелне информације, попут редова вожње аутобуса или биоскопских трејлера.
У јуну 2007. године, плаћање бесконтактном банковном картицом тестирано је у FNAC of La Défense у Паризу и од 19. новембра 2007. године у неким продавницама у Кану и Стразбуру, овога пута NFC паметним телефонима, које су обезбедила 4 оператера (Orange, Bouygues Telecom, SFR and NRJ Mobile).
5. новембра 2007. године, Orange и транспортна друштва SNCF и Keolis су се удружили за двомесечно експериментисање са паметним телефонима у Рену у метроу, аутобусу и ТЕР возовима.
Прве бесконтактне картице у Великој Британији издао је Barclaycard у септембру 2007. године.
PayPass је испробао први телефон на свету са омогућеним NFC, Nokia 6131 NFC, у Њујорку 2007. године.
У марту 2008. године, Eat је постао први ланац ресторана који је усвојио бесконтактно плаћање.
19. јануара 2009. године, NFC је први пут у свету коришћен у транспорту од стране China Unicom и Yucheng Transportation Card са Changhong DG28 и F4 мобилним телефонима у трамвајима и аутобусима Chongqing у Кини.

### 2010-те
У јануару 2010. године, Barclaycard се удружио са фирмом за мобилне телефоне Orange, како би лансирао бесконтактну кредитну картицу у Великој Британији. Orange и Barclaycard  су такође 2009. године најавили да ће лансирати мобилни телефон са бесконтактном технологијом.
Након теста спроведеног од октобра 2005. године до новембра 2006. године, са 27 корисника, 21. маја 2010. године, транспортна управа Nice Régie Lignes d'Azur постала је први провајдер јавног превоза у Европи која је додала својој понуди бесконтактно плаћање на трамвајској и аутобуској мрежи са NFC банковном картицом или апликацијом за паметне телефоне, посебно на Samsung Player One (са истим мобилним оператерима као у Кану и Стразбуру 2007. године), као и валидацију укрцавања са њима на превозна средства и учитавање ових средстава на паметни телефон, уз бесконтактну картицу за сезонске карте. Ова услуга је такође експериментисана, односно имплементирана за NFC паметне телефоне 18. и 25. јуна 2013. године у трамвајима и аутобусима у Кану и Стразбуру.
У транспортној мрежи Париза, након 4 месеца тестирања, од новембра 2006. године са Bouygues Telecom и 43 особе, и на крају са 8.000 корисника од јула 2018. године, бесконтактно мобилно плаћање и директна валидација на читачима са паметним телефонима усвојена је 25. септембра 2019. године у сарадњи са друштвима Orange, Samsung, Wizway Solutions, Worldline и Conduent.
NFC се користи у Сеулу након што га је у Кореји увео дисконтни продавац Homeplus у марту 2010. године, у Токију се спровело тестирање, па се затим усваја и додаје у постојеће системе, као што је мобилни новчаник Осаифу-Кеитаи, од маја 2010. године до краја 2012. године. NFC стандард је први пут имплементиран у метро мрежи, од стране China Unicom у Пекингу 31. децембра 2010. године.
У октобру 2011. појавили су се први мобилни телефони са Mastercard PayPass и/или Visa payWave сертификатом. PayPass или payWave налог се може доделити уграђеном безбедном елементу и/или СИМ картици унутар телефона.
У октобру 2013. године, Citi Enterprise Payments и 3 Хонг Конг, мобилна операција компаније Hutchison Telecommunications Hong Kong Holdings Limited (SEHK: 215), заједно су пласирали „3 Citi Wallet“. Користећи технологију Near Field Communication (NFC), „3 Citi Wallet“ је била вишенаменска услуга мобилног новчаника која је укључивала мобилно плаћање, историју трансакција, услугу специјалне понуде засноване на локацији и функцију претраге која је усмеравала клијенте на најбоље понуде у оквиру њихове близине. „3 Citi Wallet“ је био компатибилан са широким спектром паметних телефона, од Samsung, Sony, HTC, LG и iPhone. Преко 9.000 Visa payWave читача широм Хонг Конга је било у могућности да прихвати бесконтактна плаћања првог дана.
У фебруару 2014, Mastercard је најавио да ће се удружити са Weve, који је заједничко предузеће EE, Telefónica UK, и Vodafone UK, како би се фокусирао на мобилна плаћања. Партнерство ће промовисати развој „система бесконтактног мобилног плаћања” стварањем универзалне платформе у Европи намењене управо бесконтактном плаћању.
Apple Inc. је 9. септембра 2014. године објавила Apple Pay, власнички облик бесконтактног плаћања интегрисан са својим паметним телефонима, са издањем iPhone 6.
У септембру 2014. године, Transport for London's Tube је почео да прихвата бесконтактно плаћање. TFL тврде да су погурали банкарску индустрију да развије бесконтактни систем. Број завршених бесконтактних путовања сада је премашио 300м. У петак, 18. децембра 2015. године, рекордних 1,24 милиона путовања обављено је путем преко 500 хиљада јединствених бесконтактних картица.
Ерсте Група је 2016. године лансирала дебитну картицу само за NFC, која је имплементирана као налепница у Аустрији. Може се користити на било ком терминалу који подржава NFC за трансакције неограниченог износа, међутим за трансакције преко прага од 25 € потребан је ПИН за потврду трансакције.
У 2016. години, бесконтактна плаћања постају све распрострањенија са носивим технолошким уређајима, који такође нуде ову функцију плаћања.

### 2020-те
Током пандемије COVID-19, неколико банака је подигло своје лимите за бесконтактно плаћање. У Великој Британији, ограничење је повећано са 30 на 45 фунти у марту 2020. године. Касније је подигнуто на 100 фунти. Бесконтактна плаћања су препоручена као сигурнији начин плаћања у поређењу са плаћањем чипом, ПИН картицама и готовинским трансакцијама. Apple Inc. је 2022. године најавио Tap to pay, функцију која омогућава трговцима да користе iPhone уређаје као терминале за плаћање бесконтактним картицама.

## Усвајање и употреба
Google Pay је апликација за уређаје која користи Google Android оперативни систем, који омогућава корисницима да купују помоћу NFC-а, што је у почетку захтевало физички безбедни елемент, али је то замењено имитацијом хост картице која је уведена у Андроид 4.4 (КitKat). Softcard (раније познат као Isis мобилни новчаник), Cityzi и Quick tap новчаници, на пример, користе безбедну СИМ картицу за чување шифрованих личних података. Бесконтактна плаћања, која су омогућена на мобилним телефонима, и даље се јављају у малом обиму, али се сваког месеца све већи број мобилних телефона сертификује.
У 2012. години, Mastercard Advisors је написао да ће потрошачи вероватно потрошити више новца користећи своје картице због лакоће малих трансакција. Mastercard Canada каже да је проценила „око 25 одсто“ већу потрошњу корисника својих Mastercard бесконтактних RFID кредитних картица.
Од децембра 2014. године, било је око 58 милиона бесконтактних картица у употреби у Великој Британији и преко 147.000 терминала. До јуна 2017. године куповине обављене картицом надмашиле су куповине готовином. Извештава се да је ово узроковано порастом бесконтактних плаћања, која су чинила отприлике једну трећину свих трансакција картицама у Великој Британији. Број плаћања овим методом значајно се повећао откако је ограничење потрошње подигнуто са 20 на 30 фунти. У 2018. години, бесконтактна плаћања чинила су око 19% трансакција у Великој Британији.
У 2018. години, The Westpac Banking Корпорација у Аустралији је открила статистику бесконтактног плаћања из 2017. године и у извештају тврдила да су се бесконтактна плаћања приближила тачки засићења тако што су се користила у преко 90% куповина. Аустралијска St. George Bank пријавила је 94,6% коришћења за исти период.
Visa и други амерички издаваоци картица недавно су изјавили да ће повећати доступност бесконтактних картица америчким потрошачима. Visa процењује да ће до краја 2020. године у САД бити издато 300 милиона бесконтактних картица, више у односу на предвиђених 100 милиона на крају 2019. године, како је објављено у позиву за зараду у четвртом кварталу 2018. године.
Телеком оператери почињу да се укључују у бесконтактна плаћања путем телефона, са омогућеним NFC. Belgacom's Pingping, на пример, има налог са сачуваном вредношћу и преко партнерства са Alcatel-Lucent's Touchatag, пружа функције бесконтактног плаћања.
Главни финансијски субјекти који сада нуде бесконтактне системе плаћања су: Mastercard, China UnionPay, Citibank, JPMorgan Chase, American Express, KeyBank, Barclays, Barclaycard, HSBC, LIowds Banking Group, FreedomPay, RuPay, The Co-operative Bank, Nationwide Building Society и NatWest Group. Visa payWave, American Express Expresspay и Matsercard Contactless су примери бесконтактних кредитних картица које су постале широко распрострањене у САД и Великој Британији.

## Технологија

### EMV Chip
На издатим банковним картицама паметни чип или криптографски чип је постављен на картицу познату као паметна картица која омогућава бежично плаћање са ЕМV чипа у домету платног терминала користећи RFID технологију према EMVCo стандарду. Када се паметна картица прислони на терминал за плаћање, он потврђује аутентичност података о издаваоцу картице кроз низ интеракција са ПИН-ом и плаћање ће бити успешно.

### Токенизација
Новији приступ технологији паметних картица постиже се повезивањем паметне картице са хардверским уређајем, као што је преко апликације Apple Pay на iPhone мобилном телефону, чиме се мобилним уређајима отвара могућност плаћања помоћу RFID технологије на терминалу за плаћање у име паметне картице која користи токен који генерише издавалац картице – ово је процес познат као токенизација. Број рачуна уређаја (DAN) сличан броју приватног рачуна (PAN) у традиционалним платним тракама и чип картицама, генерише се заједно са приватним кључем и шаље се издаваоцу картице током почетног подешавања паметне картице на хардверском уређају. Када се уплате врше преко одговарајуће одобрене апликације на хардверском уређају, DAN и релевантни детаљи као што су датум истека и CVV се шаљу издаваоцу картице преко терминала за плаћање ради криптографије, где се придружени приватни кључ затим користи за ауторизацију трансакције.

### NFC
Технологија комуникације блиског поља (NFC, у складу са стандардом ISO/IEC 14443) у бесконтактним картицама користи технологију радио фреквенције од 13,56 MHz која преноси дигиталне податке само у сажетом опсегу. Обично је оптимално растојање 4 центиметра или мање - даље од тога, сигнал се брзо смањује и никада не може прећи 10 центиметара.

## Безбедност
2006. истраживачи су открили да се име власника картице, број кредитне картице и датум истека могу пренети бесконтактним платним картицама без шифровања. Могли су да искористе информације које су процуриле са бесконтактне кредитне картице за куповину на мрежи, без отварања коверте у којој је картица послата. Важну улогу у безбедности бесконтактних трансакција имају токенизација и енкрипција.
У зависности од економског простора, може постојати ограничење плаћања за појединачне трансакције без потребе за уносом ПИН-а, а неке бесконтактне картице могу да се користе само одређени број пута пре него што се од корисника затражи ПИН. Бесконтактне дебитне и кредитне трансакције користе исти чип и ПИН мрежу као старије картице и заштићене су истим гаранцијама за превару. Тамо где је подржан ПИН, бесконтактни део картице може остати нефункционалан док се не изврши стандардни чип и ПИН трансакција. Ово пружа одређену верификацију да је картица испоручена стварном власнику картице.
Према стандардима гаранције за превару, америчке банке су одговорне за све лажне трансакције наплаћене са бесконтактних картица.